# Holland zingt Hazes
Holland zingt Hazes is een Nederlandse concertreeks, die sinds 2013 jaarlijks plaatsvindt in de Ziggo Dome. De concertreeks werd tot en met 2016 geproduceerd door Stage Entertainment. Sinds 2017 ligt de productie in handen van MediaLane, de productiemaatschappij van Iris van den Ende (de dochter van Joop van den Ende). Jeroen van der Boom is vanaf het allereerste begin betrokken bij het concert, als muzikale gastheer op de bühne en als lid van het creative team achter de schermen.
Bij dit muziekevenement worden verschillende nummers van André Hazes vertolkt door samenwerkingen tussen artiesten en decors met special effects.
Als gevolg van de maatregelen rondom COVID-19 kon editie 2020 die gepland stond op vrijdag 13 maart en zaterdag 14 maart niet doorgaan en werd de editie van 2021 verplaatst naar de maand november. Tijdens de editie van Holland zingt Hazes in 2022, werd Peter Beense in verband met ziekte op het laatste moment vervangen door Paul de Leeuw.

## Edities
| Editie | Jaar | Data | Aantal | Locatie    |
| ------ | ---- | --- | ------ | ---------- |
| 1      | 2013 | zaterdag 15, zondag 16 en maandag 17 juni                                                                         | 4      | Ziggo Dome |
| 2      | 2014 | vrijdag 28, zaterdag 29 en zondag 30 maart                                                                        | 3      | Ziggo Dome |
| 3      | 2015 | donderdag 26, vrijdag 27 en zaterdag 28 maart                                                                     | 3      | Ziggo Dome |
| 4      | 2016 | donderdag 17, vrijdag 18 en zaterdag 19 maart                                                                     | 3      | Ziggo Dome |
| 5      | 2017 | woensdag 15, zaterdag 18, donderdag 23, vrijdag 24 en zaterdag 25 maart                                           | 5      | Ziggo Dome |
| 6      | 2018 | zaterdag 14, zondag 15, vrijdag 20 en zaterdag 21 april                                                           | 4      | Ziggo Dome |
| 7      | 2019 | vrijdag 15, zaterdag 16, vrijdag 22 en zaterdag 23 maart                                                          | 4      | Ziggo Dome |
| 8      | 2020 | vrijdag 6, zaterdag 7 en zondag 8 maart (vrijdag 13 en zaterdag 14 maart werden afgelast vanwege de coronacrisis) | 3      | Ziggo Dome |
| 9      | 2021 | vrijdag 5 en zaterdag 6 november (verplaatst van 12 en 13 maart)                                                  | 2      | Ziggo Dome |
| 10     | 2022 | vrijdag 11, zaterdag 12, zondag 13, vrijdag 18 en zaterdag 19 maart                                               | 5      | Ziggo Dome |
| 11     | 2023 | vrijdag 10, zaterdag 11, vrijdag 17 en zaterdag 18 maart                                                          | 4      | Ziggo Dome |
| 12     | 2024 | vrijdag 8, zaterdag 9, vrijdag 15 en zaterdag 16 maart                                                            | 4      | Ziggo Dome |
| 13     | 2025 | vrijdag 7, zaterdag 8, zaterdag 15, zondag 16 maart                                                               | 4      | Ziggo Dome |

## Artiesten
| 2013                 | 2014                       | 2015                | 2016                | 2017                | 2018                | 2019                | 2020                       | 2021                       | 2022                | 2023                 |
| -------------------- | -------------------------- | ------------------- | ------------------- | ------------------- | ------------------- | ------------------- | -------------------------- | -------------------------- | ------------------- | -------------------- |
| André Hazes jr.      | André Hazes jr.            | André Hazes jr.     | André Hazes jr.     | André Hazes jr.     | André Hazes jr.     | André Hazes jr.     | André Hazes jr.            | -                          | -                   | André Hazes jr.      |
| Roxeanne Hazes       | Roxeanne Hazes             | Roxeanne Hazes      | Roxeanne Hazes      | Roxeanne Hazes      | Roxeanne Hazes      | Roxeanne Hazes      | Roxeanne Hazes             | Roxeanne Hazes             | Roxeanne Hazes      |                      |
| Jeroen van der Boom  | Jeroen van der Boom        | Jeroen van der Boom | Jeroen van der Boom | Jeroen van der Boom | Jeroen van der Boom | Jeroen van der Boom | Jeroen van der Boom        | Jeroen van der Boom        | Jeroen van der Boom | Jeroen van der Boom  |
| Xander de Buisonjé   | Xander de Buisonjé         | Xander de Buisonjé  | Xander de Buisonjé  | Xander de Buisonjé  | Xander de Buisonjé  | Xander de Buisonjé  | Sanne Hans (Miss Montreal) | Sanne Hans (Miss Montreal) | Xander de Buisonjé  | Waylon               |
| Peter Beense         | Peter Beense               | Peter Beense        | Peter Beense        | Peter Beense        | Peter Beense        | Peter Beense        | Peter Beense               | Peter Beense               | Paul de Leeuw       | Karsu                |
| Trijntje Oosterhuis  | Karin Bloemen              | Ruth Jacott         | Maan                | Johnny de Mol       | Trijntje Oosterhuis | Johnny de Mol       | Ruth Jacott                | Ruth Jacott                | Emma Heesters       | John de Bever        |
| Glennis Grace        | Anita Meyer                | Anita Meyer         | Glennis Grace       | Anouk               | Glennis Grace       | Nick & Simon        | Glennis Grace              | Rolf Sanchez               | Berget Lewis        | Kris Kross Amsterdam |
| Willeke Alberti      | Danny de Munk              | Danny de Munk       | Danny de Munk       | Willeke Alberti     | Danny de Munk       | Danny de Munk       | Danny de Munk              | Jamai Loman                | Jamai Loman         | Jamai Loman          |
| André van Duin       | Gerard Joling              | Jamai Loman         | Jamai Loman         | Edsilia Rombley     | Jamai Loman         | Jamai Loman         | Gerard Joling              | Gerard Joling              | Gerard Joling       | Gerard Joling        |
| Leona Philippo       | Leona Philippo             | Waylon              | Sjors van der Panne | Guus Meeuwis        | Samantha Steenwijk  | Samantha Steenwijk  | Samantha Steenwijk         | Samantha Steenwijk         | Samantha Steenwijk  | Samantha Steenwijk   |
| Martijn Fischer      | Simone Kleinsma            | Martijn Fischer     | René Froger         |                     | Silver Metz         | Silver Metz         | Senna                      | Silver Metz                |                     |                      |
| Berget Lewis         | Sharon Doorson             |                     | Lange Frans         |                     | Lisa Boray          |                     |                            |                            |                     |                      |
| Chantal Janzen       | Quincy Schelvis            |                     |                     |                     | Barry Hay           |                     |                            |                            |                     |                      |
| Ben Saunders         | Veldhuis & Kemper          |                     |                     |                     |                     |                     |                            |                            |                     |                      |
| Jason Bouman         |                            |                     |                     |                     |                     |                     |                            |                            |                     |                      |
|                      |                            |                     |                     |                     |                     |                     |                            |                            |                     |                      |
| 2024                 | 2025                       |                     |                     |                     |                     |                     |                            |                            |                     |                      |
| André Hazes jr.      | André Hazes jr.            |                     |                     |                     |                     |                     |                            |                            |                     |                      |
| Jeroen van der Boom  | Jeroen van der Boom        |                     |                     |                     |                     |                     |                            |                            |                     |                      |
| Douwe Bob            | Douwe Bob                  |                     |                     |                     |                     |                     |                            |                            |                     |                      |
| Tino Martin          | Xander de Buisonjé         |                     |                     |                     |                     |                     |                            |                            |                     |                      |
| Peter Beense         | Mart Hoogkamer             |                     |                     |                     |                     |                     |                            |                            |                     |                      |
| Karsu                | Ruth Jacott                |                     |                     |                     |                     |                     |                            |                            |                     |                      |
| Wolter Kroes         | Wolter Kroes               |                     |                     |                     |                     |                     |                            |                            |                     |                      |
| Samantha Steenwijk   | Marco Schuitmaker          |                     |                     |                     |                     |                     |                            |                            |                     |                      |
| Kris Kross Amsterdam | Sanne Hans (Miss Montreal) |                     |                     |                     |                     |                     |                            |                            |                     |                      |
| Jamai Loman          | Zoë Tauran                 |                     |                     |                     |                     |                     |                            |                            |                     |                      |
| Frans Bauer          | Kimberly Fransens          |                     |                     |                     |                     |                     |                            |                            |                     |                      |

## Galerij

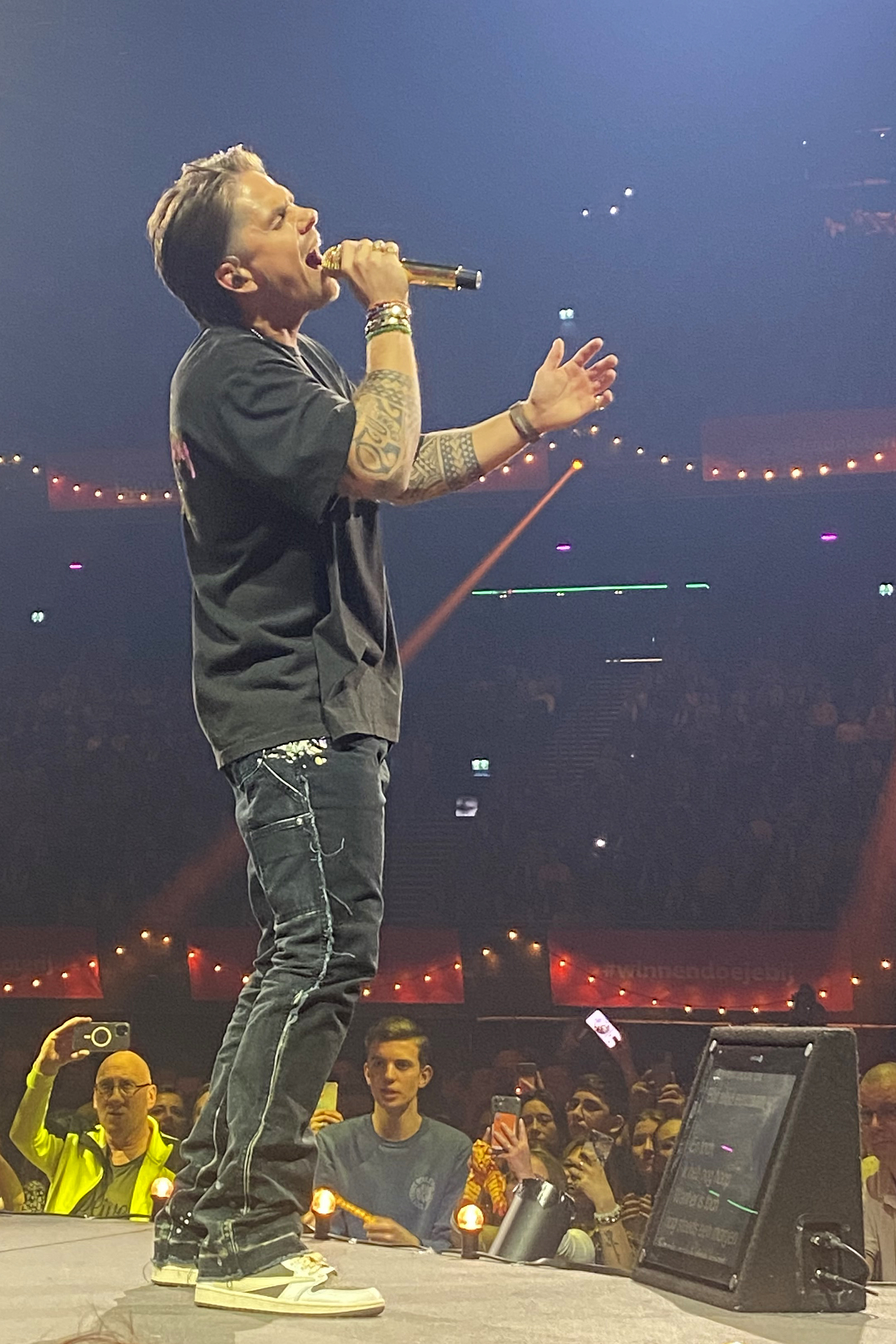
Holland Zingt Hazes met André Hazes jr.
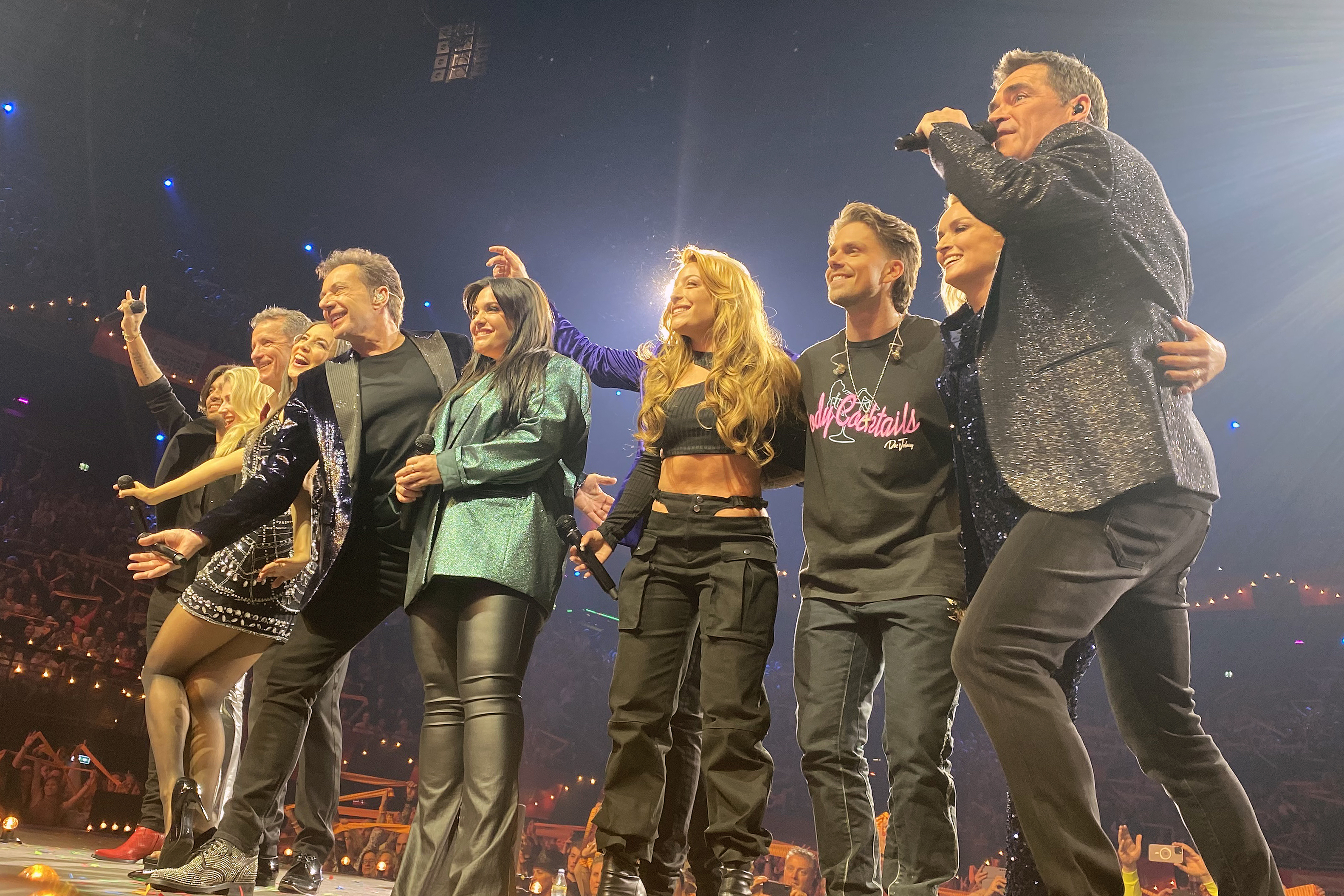
Artiesten Holland Zingt Hazes 2023